# Среднеботуобинское нефтегазоконденсатное месторождение

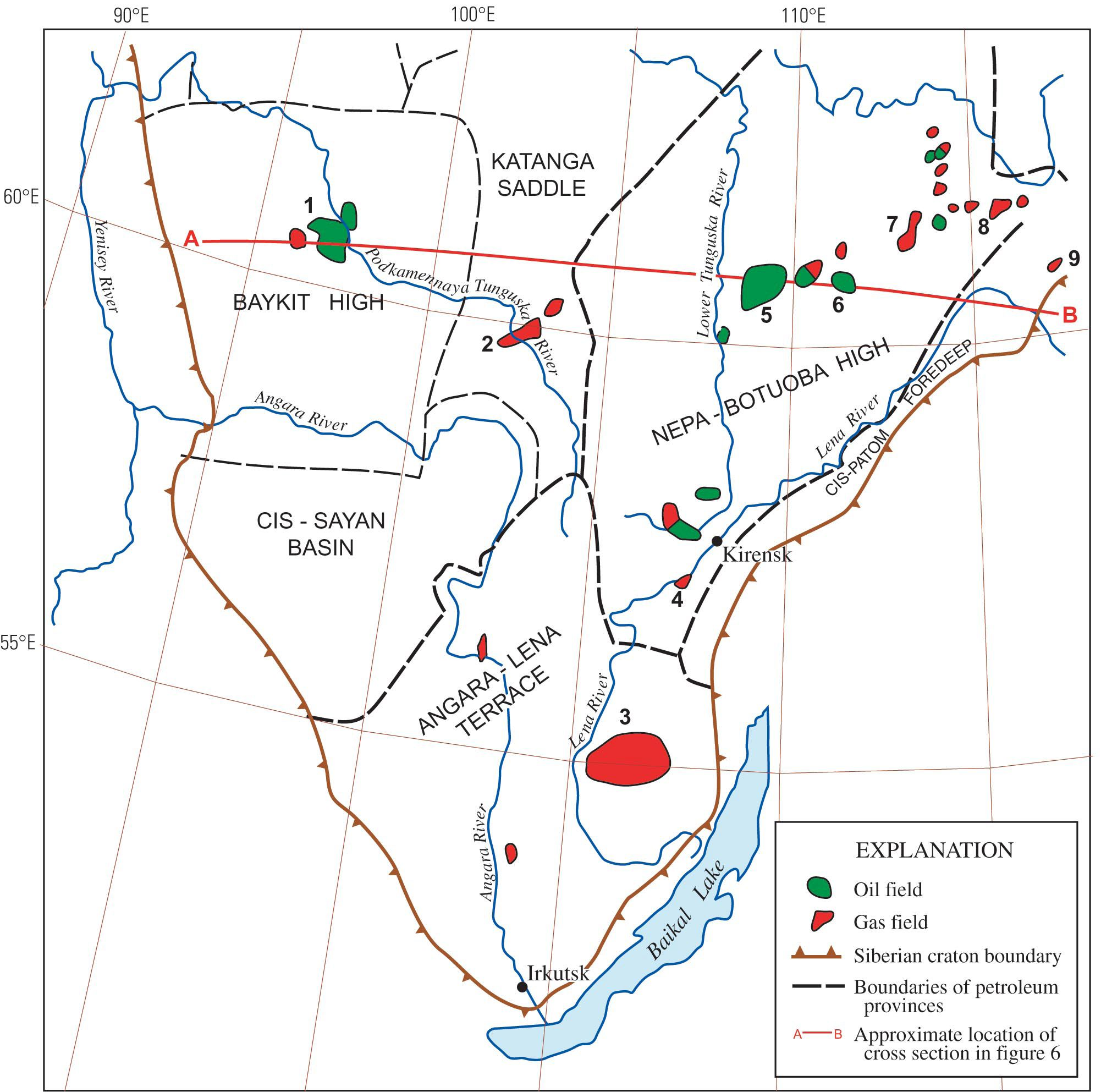
Месторождения нефти и газа в Восточной Сибири: (1) Юрубчено-Тохомское, (2) Соба, (3) Ковыктинское, (4) Марковское, (5) Верхнечонское, (6) Талаканское, (7) Среднеботуобинское, (8) Верхневилючанское, (9) Бысахтахское

Среднеботуобинское нефтегазоконденсатное месторождение — месторождение газа, газового конденсата и нефти, расположенное в Мирнинском районе Якутии, в 130 км от города Мирный. Одно из крупнейших месторождений нефти и газа в регионе.
Приблизительные запасы месторождения — 134 млн тонн нефти и 155 млрд кубометров природного газа. Плотность нефти 867 кг/м³. Содержание серы 0,89 %.

## История
Среднеботуобинское нефтегазоконденсатное месторождение было открыто в 1970 году. В промышленную эксплуатацию введено в октябре 2013 года. На сегодняшний день месторождение по объему запасов относится к участкам недр федерального значения и является одним из крупнейших в Восточной Сибири.

## Текущее состояние
На 1 января 2016 года извлекаемые запасы месторождения составили 166 млн тонн нефти и конденсата и 180 млрд м³ газа.
Эксплуатационное бурение ведется 5 станками. Производственные мощности рассчитаны на подготовку 1,29 млн тонн ежегодной добычи нефти. В планах разработки месторождения выход на добычу 5 млн тонн нефти в год.
Лицензиями на право пользования недрами месторождения владеют:
1. В пределах участка Восточные блоки СБ НГКМ — АО «РНГ».
2. В пределах участка Центральный блок СБ НГКМ — ООО «Таас-Юрях Нефтегазодобыча» (ПАО "НК «РОСНЕФТЬ»).
3. В пределах участка Северный блок СБ НГКМ — ОАО «АЛРОСА-Газ» (АК АЛРОСА)[6]

## Особенности месторождения
Главная особенность инженерно-геологических условий месторождения — повсеместное развитие многолетнемерзлых пород, залегающих до глубины 400 м.
Промышленные масштабы нефти и газа на месторождении связаны с песчаными пластами, а также с отложениями осинского горизонта (карбонаты) и терригенным коллекторам парфеновско-ботуобинского и улаханского горизонтов.
На Восточных блоках месторождения и вблизи от него есть выходы строительных материалов: кирпичной глины, гравия, песка, гипса, бутового камня и т. д.

## Ядерные взрывы
05.11.1976 г. «Ока». В 120 км юго-западнее города Мирный, на Среднеботуобинском нефтяном месторождении. Мощность 15 кт. С целью интенсификации добычи нефти.
08.10.1979 г. «Шексна». В 120 км юго-западнее города Мирный, на Среднеботуобинском нефтяном месторождении. Мощность 15 кт. С целью интенсификации добычи нефти.
10.10.1982 «Нева» Скважина 66ю. В 120 км юго-западнее города Мирный, на Среднеботуобинском нефтяном месторождении. Мощность 15 кт. С целью интенсификации добычи нефти.
07.07.1987 г. «Нева» Скважина 68. В 120 км юго-западнее города Мирный, на Среднеботуобинском нефтяном месторождении. Мощность 15 кт. С целью интенсификации добычи нефти.
24.07.1987 г. «Нева» Скважина 61. В 120 км юго-западнее города Мирный, на Среднеботуобинском нефтяном месторождении. Мощность 15 кт. С целью интенсификации добычи нефти
12.08.1987 г. «Нева» Скважина 101. Мощность 3,2. С целью создания подземного хранилища.

## Инфраструктура
На месторождении созданы различные системы обеспечения добычи углеводородного сырья: линии ВЛ 10-35 кВ протяжённостью 54 км, центральные пункты сбора нефти производительностью 1,25 млн тонн/год, нефтесборные сети протяжённостью 41 км, водоводы системы поддержания пластового давления, длина которых — 29 км, дороги, общей протяжённостью 107 км.